# 韩综 (北宋)
韓綜（1009年—1053年），字仲文，开封雍丘人，北宋政治人物。
韓綜以恩荫补将作监主簿，转任大理评事。宋仁宗天圣八年举进士，通判邓州、天雄军。宰相吕夷简推荐他为集贤校理、同知太常院，升任三司户部判官、同修起居注。曾经担任契丹馆伴使，使者想要自称北朝而去契丹之号，以韩综言自古没有建国而无国号的政权，于是中止。官至刑部员外郎、知制诰。

## 家族
父亲韩亿；为次子。弟韩绛、韩维、韩缜。
子韓宗道，官至户部侍郎、宝文阁待制。